# Maarif Soltan
Maarif Soltan (Ganiyev Maarif Soltan), né le 10 avril 1956, est un poète, traducteur, membre de l'Union des écrivains azerbaïdjanais.

## Biographie
Maarif Soltan est né le 10 avril 1956 dans le village de Brovdal, dans le raïon d'Ismailli. Il est diplômé en 1973 de l'école secondaire n° 3 d'Ismailli. Il commence à travailler en tant qu'ouvrier dans le département de construction d’Ismailli (1973-1974), fait son service militaire (1974-1976), puis poursuit ses études à l'école professionnelle technique n ° 23 de Bakou (1976-1977). Il est ensuite foreur pour la construction du métro de Bakou (1977-1979), puis étudie au département de poétique de l'Institut de littérature Gorki à Moscou (1979-1984), puis enseigne à l'atelier des écrivains de Shuvelan (1984-1986). 
Il devient ensuite rédacteur en chef adjoint de la collection d'art Gobustan (depuis 1988) et fondateur et rédacteur en chef du Poetry Day, une exposition annuelle consacrée aux travaux de poètes contemporains. Ses premiers poèmes ont été publiés dans le journal Zahmetkash de la région d’Ismayilli en 1973. Ses poèmes ont été traduits dans d'autres langues, et il a participé à une série d'ateliers de création et à des événements littéraires internationaux.  
Il a traduit des poètes russes modernes. 

## Œuvres
- (az) Dünya işıqla dolu [« Le monde est plein de lumière »], Bakou, Yazıçı, 1986, 63 p..
- (az) Dünyama aşılan qapı [« La porte de mon monde »], Bakou, Yurd, 2006, 242 p..

## Traductions
- (az) Xaqani Şirvani (Khagani Shirvani) (trad. Maarif Soltanın), Qitələr [« Continents »].